# Ердр
Ердр (фр. Erdre) је река у Француској. Дуга је 97 km. Улива се у Loire. 